# Трайковский, Александар
Алекса́ндар Трайко́вский (макед. Александар Трајковски; родился 5 сентября 1992 года в Скопье, Македония) — македонский футболист, нападающий сплитского «Хайдука» и сборной Северной Македонии.

## Клубная карьера

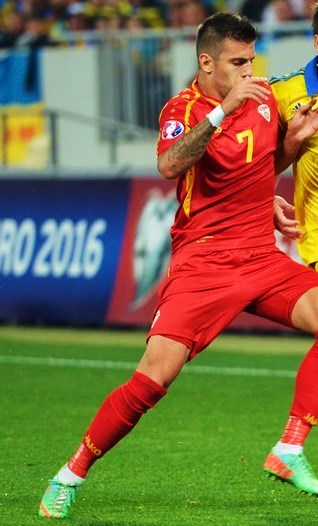
Трайковский в составе сборной Македонии

Трайковский — воспитанник клуба «Цементарница». В 2009 году он дебютировал в чемпионате Македонии. Летом 2010 года Трайковский перешёл в хорватский «Интер» из Запрешича. В матче против «Истра 1961» дебютировал в чемпионате Хорватии. 11 марта 2011 года в поединке против «Локомотива» забил свой первый гол за «Интер». Летом 2011 года Трайковский перешёл в бельгийский «Зюлте-Варегем». Сумма трансфера составила 500 тыс. евро. 30 июля в матче против «Локерена» дебютировал в Жюпиле лиге. 6 августа в поединке против «Ауд-Хеверле Лёвен» Александар забил свой первый гол за «Зюлте-Варегем».
В начале 2014 года Трайковский на правах аренды перешёл в «Мехелен». Дебютировал 27 июля в матче против «Андерлехта». 15 февраля в поединке против «Остенде» Александар забил свой первый гол за «Мехелен». После окончания аренды вернулся в «Зюлте-Варегем».
Летом 2015 года Трайковский перешёл в итальянский «Палермо». 23 августа в матче против «Дженоа» он дебютировал в итальянской Серии A. 12 декабря в поединке против «Фрозиноне» забил свой первый гол за «Палермо». В 2017 году команда вылетела из элиты, но Трайковский остался в клубе.
7 августа 2019 года Трайковский подписал четырехлетний контракт с испанским клубом «Мальорка». 31 августа 2021 года  был отдан в аренду датскому клубу «Ольборг» на оставшуюся часть сезона.

## Карьера в сборной
10 августа 2011 года в товарищеском матче против сборной Азербайджана Трайковский дебютировал за сборную Македонии. 14 августа 2013 года в поединке против сборной Болгарии забил свой первый гол за национальную команду. 12 ноября 2015 года в матче против сборной Черногории сделал хет-трик.
24 марта 2022 года забил победный гол сборной Италии на 90+2 минуте, что позволило сборной Македонии сенсационно выйти в финал стыков за попадание на чемпионат мира 2022 года.

### Голы за сборную Македонии
| #  | Дата            | Место                                | Противник   | Счёт | Результат | Соревнование                       |
| -- | --------------- | ------------------------------------ | ----------- | ---- | --------- | ---------------------------------- |
| 1  | 14 августа 2013 | Филипп II, Скопье, Македония         | Болгария    | 2:0  | 2:0       | Товарищеский матч                  |
| 2  | 6 сентября 2013 | Филипп II, Скопье, Македония         | Уэльс       | 2:1  | 2:1       | Чемпионат мира 2014 квалификация   |
| 3  | 9 октября 2014  | Филипп II, Скопье, Македония         | Люксембург  | 1:0  | 3:2       | Чемпионат Европы 2016 квалификация |
| 4  | 27 марта 2015   | Филипп II, Скопье, Македония         | Беларусь    | 1:0  | 1:2       | Чемпионат Европы 2016 квалификация |
| 5  | 12 ноября 2015  | Филипп II, Скопье, Македония         | Черногория  | 2:0  | 4:1       | Товарищеский матч                  |
| 6  | 12 ноября 2015  | Филипп II, Скопье, Македония         | Черногория  | 3:0  | 4:1       | Товарищеский матч                  |
| 7  | 12 ноября 2015  | Филипп II, Скопье, Македония         | Черногория  | 4:0  | 4:1       | Товарищеский матч                  |
| 8  | 2 июня 2016     | Филипп II, Скопье, Македония         | Иран        | 1:1  | 1:3       | Товарищеский матч                  |
| 9  | 5 сентября 2017 | Младость, Струмица, Македония        | Албания     | 1:1  | 1:1       | Чемпионат мира 2018 квалификация   |
| 10 | 6 октября 2017  | Олимпийский стадион, Рим, Италия     | Италия      | 1:1  | 1:1       | Чемпионат мира 2018 квалификация   |
| 11 | 9 октября 2017  | Младость, Струмица, Македония        | Лихтенштейн | 2:0  | 4:0       | Чемпионат мира 2018 квалификация   |
| 12 | 27 марта 2018   | Мардан Спортс Комплекс, Аксу, Турция | Азербайджан | 1:1  | 1:1       | Товарищеский матч                  |